# The Trinity Session
The Trinity Session é o segundo álbum de estúdio da banda canadense de rock Cowboy Junkies.
O álbum foi gravado em um único dia (27 de novembro de 1987) e com um único microfone, na Igreja da Santíssima Trindade (Church of the Holy Trinity) em Toronto, Canadá. Foi lançado em 7 de dezembro de 1988 no Canadá pela Latent Records. No ano seguinte, foi relançado nos Estados Unidos pela RCA Records.
No disco, a banda mistura composições próprias com interpretações de clássicos do rock, do pop e da música country. É deste álbum a versão de Sweet Jane do The Velvet Underground, um dos maiores sucessos do Cowboy Junkies, que alcançaria o 5º lugar nas paradas norte-americanas (Billboard) em 1989.

## Faixas
1. "Mining for Gold" (tradicional) – 1:34
2. "Misguided Angel" – 4:58
3. "Blue Moon Revisited (Song for Elvis)" (Margo and Michael Timmins; "Blue Moon" by Richard Rodgers and Lorenz Hart) – 4:31
4. "I Don't Get It" – 4:34
5. "I'm So Lonesome I Could Cry" (Hank Williams) – 5:24
6. "To Love is to Bury" – 4:47
7. "200 More Miles" (Michael Timmins) – 5:29
8. "Dreaming My Dreams with You" (Allen Reynolds) – 4:28
9. "Working on a Building" (tradicional) – 3:48
10. "Sweet Jane" (Lou Reed) – 3:41
11. "Postcard Blues" (Michael Timmins) – 3:28
12. "Walkin' After Midnight" (Don Hecht, Alan Block) – 5:54